# Río Abadín
El río Abadín es un río de la provincia de Lugo, Galicia, España.
El río Abadín nace en la parroquia de Fraias (Abadín) en la provincia de Lugo, comunidad autónoma de Galicia, en la confluencia de varios riachuelos del cordal de Neda. Recibe las aguas del río Labrada y se úne al río Anllo en Santa Cristina (Cospeito) antes de desembocar en el río Miño en la parroquia de Triabá (Castro de Rey).